# Lausch Medien
Lausch Medien ist ein Hörspielverlag mit Sitz in Hamburg, der sich auf die Umsetzung fantastischer Inhalte spezialisiert hat. Dabei werden sowohl eigene als auch lizenzierte Stoffe realisiert. Im Portfolio des Verlags finden sich neben den Genres Science-Fiction, Dark Fantasy und Mystery-Thriller auch Werke aus dem Bereich der Comic-Adaption und des Gothic-Horror.

## Geschichte
2004 gründete Regisseur und Produzent Günter Merlau in Hamburg die Firma Lausch – Phantastische Hörspiel- und Hörbuchproduktion. 2006 wurde das hauseigene Label Lausch – Phantastische Hörspiele gegründet. Kurz darauf kam Janet Ivana Sunjic dazu, die den Bereich Management übernahm. Im Januar 2006 gründeten sie den Verlag. Mit dem Science-Fiction-Thriller Caine 01: Das Amulett von Kyan’Kor erschien die erste eigene Hörspielproduktion. Es folgten das Grusel-Comedy Hörspiel B.Ö.S.E., Alles wird gut! und die Mysteryserie Die Schwarze Sonne sowie eine Umsetzung der Dungeons&Dragons-Romanreihe Drizzt – Die Saga vom Dunkelelf des amerikanischen Autors R. A. Salvatore. Seit 2008 produziert und verlegt Lausch darüber hinaus Punktown, eine Reihe inszenierter und musikalisch illustrierter Lesungen der Science-Fiction-Erzählungen von Jeffrey Thomas, sowie die Hörspielserie Hellboy, nach der Comic-Vorlage von Mike Mignola. Neben den eigenen Serien und Reihen produziert Lausch für das Label Europa (Sony Music) die Serien Fear Street und Larry Brent sowie die Originalton-Hörspiele zu Peter Jacksons Film-Trilogie Der Herr der Ringe für WortArt. Seit 2016 wird die von Lausch produzierte Hörspielreihe Die Schwarze Sonne vom Hörspiel-Label Maritim veröffentlicht und fortgeführt.
Neben der Hörspiel- und Hörbuchproduktion bietet Günter Merlau in Zusammenarbeit mit der Kinderschauspielschule TASK Hörspielworkshops an, in denen Kinder das Schauspielen hinter dem Mikrofon erlernen können. Seit 2008 verlegt das Label des Weiteren das Buch Das Erbe der Kassettenkinder von Annette Bastian. Lausch war zudem Veranstalter der Messe Hörspiel (eigene Schreibweise: DIE HÖRSPIEL), einer deutschen Fach- und Besuchermesse rund um das Thema kommerzielles Hörspiel. Die Veranstaltung wurde 2011 mit der Einstellung eigener Hörspielproduktionen ebenfalls ausgesetzt.
Mit der Hörspielserie HEAD MONEY und den Hörbüchern zu Torsten Weitzes Fantasy-Reihe Der 13. Paladin wie auch den Bänden von Luzia Pfyls Das Ministerium der Welten wurde die Eigenproduktion 2020 abermals aufgenommen und LAUSCH wieder als Verlag eigener und lizenzierter Titel tätig.

## Sprecher
Lausch Medien greift auf prominente Stimmen aus dem Synchronbereich zurück, so zum Beispiel auf Tobias Meister in der Titelrolle der Hörspielserie Drizzt, Torsten Michaelis als Steven Caine, Claudia Urbschat-Mingues als Linda Watkins, Lutz Riedel und Klaus Sonnenschein in der Serie Caine oder Gerrit Schmidt-Foß und Dietmar Wunder in der Reihe Punktown.
Darüber hinaus gab es Gastauftritte von Prominenten aus Musik und Film. So ist etwa Smudo als Dr. Henry Rollins in Caine (Folge 7: Dunkler Prophet) zu hören und GZSZ-Darsteller Wolfgang Bahro spricht die Rolle eines Kleinkriminellen in mehreren Folgen der Serie Caine. Kim Frank übernahm die Rolle des jungen Arthur Conan Doyle in der Mysteryserie Die Schwarze Sonne sowie der Komiker Hennes Bender als kauziger Außerirdischer Jon Jon in Caine (Folge 6: Mordendyk).

## Hörspielserien, Lesungen und Hörbuchreihen
- Das Ministerium der Welten von Luzia Pfyl, 3 Bände
- Der 13. Paladin von Torsten Weitze, 6 Bände
- HEAD MONEY, 6 Folgen
- Caine, 10 Folgen
- Drizzt, Die Saga vom Dunkelelf, 14 Folgen
- Die Schwarze Sonne, 16 Folgen
- Hellboy, 8 Folgen
- B.Ö.S.E.: Alles wird gut!
- Punktown, 3 Folgen
- Fetzer (nach einer Kurzgeschichte von Markus Heitz)

## Bücher
- Annette Bastian: Das Erbe der Kassettenkinder (Taschenbuch)

## Auszeichnungen

### Hörspiel Award 2006
- Bestes Newcomer-Label (Gold): Lausch
- Beste Serienfolge (Silber): Caine 2: Todesengel
- Beste Serie für Erwachsene (Bronze): Drizzt, Die Saga vom Dunkelelf
- Beste Sprecherin (Bronze): Elga Schütz als Oberin Malice in Drizzt
- Beste Nebenrolle (Bronze): Martin Sabel als Masoj in Drizzt
- Beste Regie (Bronze): Günter Merlau
- Beste offizielle Webseite (Bronze): www.merlausch.de

### Ohrkanus 2006
- Bestes Newcomer-Label: Lausch
- Beste Regie: Günter Merlau
- Bester Sprecher in einer Hauptrolle: Torsten Michaelis als Steven Caine

### Hörspiel Award 2007
- Bestes Label (Gold): Lausch
- Beste Serie (Gold): Caine
- Bester Sprecher (Gold): Torsten Michaelis als Steven Caine
- Beste offizielle Webseite (Gold): www.merlausch.de
- Beste Regie (Silber): Günter Merlau
- Beste Nebenrolle (Silber): Hennes Bender als Jon Jon in Caine

### Hörspiel Award 2008

#### Kritikervoting
- Bestes Label (Gold): Lausch
- Beste Serienfolge (Gold): Caine 8 (Torrkan)
- Beste Regie (Gold): Günter Merlau
- Beste offizielle Homepage (Gold): www.merlausch.de
- Positivstes Ereignis (Gold): Die Hörspiel 2008

#### Publikumsvoting
- Beste Regie (Bronze): Günter Merlau
- Bestes Label (Silber): Lausch
- Beste offizielle Homepage (Bronze): www.merlausch.de
- Positivstes Ereignis (Silber): Die Hörspiel 2008

### Virus Award 2008
- Bestes Hörspiel: Punktown

### Ohrkanus 2010
- Beste Serie für Caine
- Bester Sprecher in einer Hauptrolle: Torsten Michaelis als Steven Caine